# وکتور دبلیو۲
وکتوردابلیو۲ (VectorW2) خودرویی است که در سال‌های ۱۹۸۰تولید شده‌است. طراحی آن توزیع نیروی پیشران بوده است.